# 美叶雾水葛
美叶雾水葛（学名：Pouzolzia calophylla）为荨麻科雾水葛属下的一个种。

## 扩展阅读
- 維基物種上的相關：美叶雾水葛